# Francesco Capocasale
Francesco Capocasale, detto Franceschino (Bari, 25 agosto 1916 – Bari, 6 agosto 1998), è stato un allenatore di calcio e calciatore italiano, di ruolo centrocampista.
Come Raffaele Costantino (a lui contemporaneo), è un'indiscussa bandiera dei primi settant'anni del calcio barese. Si distinse sia come giocatore che come allenatore.

## Biografia
Nacque a Bari da padre calabrese e madre barese.
In gioventù si laureò in Economia e Commercio.

## Caratteristiche tecniche
Era una mezzala, ma era in grado anche di ricoprire ruoli diversi come centromediano e laterale. Veniva chiamato "paletta" per la potenza dei tiri e per la lunghezza dei piedi.

## Carriera

### Giocatore
Cresciuto nel Bari, la squadra della sua città, esordì in Serie A all'età di 20 anni il 27 dicembre 1936 contro il Torino, segnando il suo primo gol nella giornata successiva, al debutto di fronte ai suoi tifosi contro l'Alessandria. Dopo tre anni di permanenza nei galletti venne ceduto alla Juventus per 210.000 £; disputò in bianconero tre stagioni, intervallate da un anno al Modena, per poi interrompere la carriera per via della guerra.

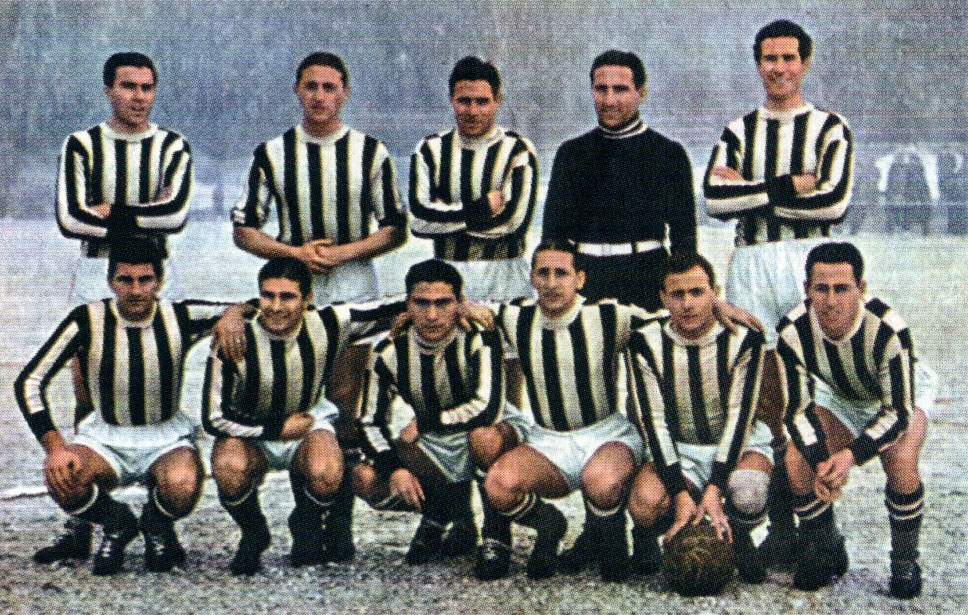
Capocasale (accosciato, terzo da sinistra) alla Juventus nel 1940-1941

Durante il conflitto mondiale partecipò con il Rutigliano al Campionato dell'Italia libera 1944 dove giunse in finale, e nel 1944-45 con l'Audace Taranto al girone pugliese del campionato misto nazionale.
Nel 1945, a guerra finita, venne messo in lista di trasferimento dalla Juventus, ancora proprietaria del cartellino, su sua diretta richiesta (anche per il suo matrimonio con la barese Marta Porta); tornò quindi nel Bari, con cui raggiunse il settimo posto in classifica nel campionato di Serie A 1946-1947, il miglior piazzamento conquistato dai pugliesi nella massima serie a girone unico. Si ritirò nello stesso 1947.

### Allenatore
Allenò lo stesso Bari nel 1948-1949 e nel 1950-1951, per una stagione in A e una in B (eccetto una piccola parentesi, sempre nel '50, sulla panchina del Palo del Colle, in Prima Divisione). Tornò sulla panchina dei biancorossi nel 1953, riportandoli in due stagioni dalla IV Serie meridionale alla Serie B e ottenendo il pieno primato di categoria sia in IV Serie che nella Serie C. Dopo aver continuato ad allenare i galletti nella stagione "d'assestamento" '55-'56, avendo espresso all'A.S. Bari il desiderio d'essere esonerato dall'incarico tecnico, venne insignito dal Comune di Bari di medaglia d'oro per l'apprezzata collaborazione. Poi ebbe parentesi con la Sambenedettese nel campionato Serie B 1956-1957 (sostituì nel corso del girone di ritorno Bruno Biagini), col Catania nel successivo torneo cadetto e con l'Anconitana in terza Serie, nel 1959.

Capocasale al Catania nel 1958

A metà febbraio 1960, durante il trascorso nel capoluogo marchigiano, fu richiamato dal Bari per sostituire Paolo Tabanelli, con cui i biancorossi erano penultimi nella classifica di Serie A e rilanciando diversi giocatori (tra cui l'attaccante Paolo Erba, che mise a segno 9 reti in 15 incontri, a fronte dei 5 goal nelle prime 19 giornate) ottenne una netta inversione di tendenza della formazione pugliese (che batté in casa per 3-0 il Milan di Luigi Bonizzoni) e la salvezza alla penultima giornata. Esonerato nel novembre 1960 dopo che i biancorossi avevano raccolto due punti in sette partite, allenò per due stagioni il Taranto in Serie C, dal 1961 al 1963. Tornato ancora sulla panchina dei galletti nella stagione 1964-'65 in cadetteria, fu esonerato prima della fine del campionato. L'anno seguente allenò il Trani, sempre nella serie cadetta. Terminò la carriera d'allenatore con il Pescara nel campionato di Serie C 1970-1971.
Non essendo mai retrocesso da allenatore, venne soprannominato "l'invincibile". I tifosi del Bari lo chiamavano anche "l'uomo della provvidenza" per i vari campionati con lui terminati in salvezze e promozioni. Nel 1958 fu osservatore per la Nazionale azzurra. Giocò nella Nazionale di Calcio goliardica.
A Bari, negli anni duemiladieci, su iniziativa congiunta dell'Unione Nazionale Veterani dello Sport e del comune di Bari gli è stato intitolato il campo sportivo del quartiere San Girolamo e una delle salite dello Stadio San Nicola.

## Palmarès

### Allenatore

#### Competizioni nazionali
- IV Serie: 1

Bari: 1953-1954
- Serie C: 1

Bari: 1954-1955